# Amado Batista em Sol Vermelho
Amado Batista em Sol Vermelho é um filme brasileiro de 1982 dirigido por Antônio Meliande. 

## Sinopse
Filme no qual o cantor Amado Batista interpreta a si próprio, numa espécie de autobiografia.

## Elenco
- Amado Batista... ele mesmo
- Mário Benvenutti
- Bentinho
- Luiz Carlos Braga
- Péricles Campos
- Cristina Carvalho
- Eudes Carvalho
- Abel Constâncio
- Genésio de Carvalho
- Edna del Corso
- Jônia Freund
- Lia Furlin
- Tânia Gomide
- José Jimenes
- Luiz Carlos Lee
- Felipe Levy
- Henrique Lisboa
- Iragildo Mariano
- Roberto Miranda
- Cuberos Neto
- Rubens Pignatari
- Cláudio Portioli
- Hesacker Rosatto
- Wilson Sampson
- Shirley Santos